# Carex gracilenta
Carex gracilenta là một loài thực vật có hoa trong họ Cói. Loài này được Boott ex Boeckeler mô tả khoa học đầu tiên năm 1910.